# Aristolochia glandulosa
Aristolochia glandulosa J.Kickx f. – gatunek rośliny z rodziny kokornakowatych (Aristolochiaceae Juss.). Występuje endemicznie w środkowo-zachodniej części Kuby

## Morfologia
PokrójPnącze o trwałych, zdrewniałych i owłosionych pędach.
LiścieMają grotowato sercowaty kształt. Mają 7–12 cm długości oraz 4–7 cm szerokości. Nasada liścia ma sercowaty kształt. Całobrzegie, z tępym wierzchołkiem. Są owłosione od spodu. Ogonek liściowy jest lekko owłosiony i ma długość 18–25 mm.
KwiatyPojedyncze lub zebrane w gronach. Mają ciemnopurpurową barwę z żółtymi plamkami. dorastają do 10–13 mm długości. Są wyprostowane.
OwoceTorebki o elipsoidalnym kształcie. Mają 1–1,5 cm długości.

## Biologia i ekologia
Rośnie w zaroślach oraz na otwartych przestrzeniach w lasach.